# Alijah Vera-Tucker
Solomon Alijah Lewis Vera-Tucker (* 17. Juni 1999 in Oakland, Kalifornien) ist ein US-amerikanischer American-Football-Spieler auf der Position des Offensive Guards. Aktuell spielt er bei den New York Jets in der National Football League (NFL).

## Frühe Jahre
Vera-Tucker wuchs in seiner Geburtsstadt auf und besuchte dort die Bishop O’Dowd High School. An seiner Schule war er in der Footballmannschaft aktiv und spielte dort auf der Position des Offensive Guards und des Defensive Ends. 2016 konnte er mit seiner Highschool die Class 5-AA Meisterschaft im Staat Kalifornien gewinnen. Daneben galt er als einer der besten Guards seines Jahrgangs und wurde unter anderem ins Under Armour All-America-Team gewählt. Nach seinem Highschoolabschluss erhielt er ein Stipendium der University of Southern California aus Los Angeles, Kalifornien, für die er von 2017 bis 2020 in der Footballmannschaft aktiv war. Dabei kam er in insgesamt 31 Spielen zum Einsatz, davon in 19 als Starter. Außerdem war er auch mit seinem Team erfolgreich, so konnten sie 2017 die Pacific-12 Conference gewinnen. Auch Vera-Tucker selbst war erfolgreich, so wurde er 2020 ins First-Team All-Pac-12 und 2019 ins Second-Team All-Pac-12 gewählt und erhielt 2020 die Morris Trophy als bester Lineman der Pacific-12 Conference.

## NFL
Beim NFL Draft 2021 wurde Vera-Tucker in der 1. Runde an der 14. Stelle von den New York Jets ausgewählt, nachdem diese das Auswahlrecht zuvor in einem Trade mit den Minnesota Vikings erhalten hatten. Er gab sein Debüt für die Jets direkt am 1. Spieltag der Saison 2021, bei dem er sogar in der Startformation stand. Allerdings unterlagen die Jets den Carolina Panthers mit 14:19. Insgesamt entwickelte er sich zum festen Stammspieler in der Offensive Line der Jets und kam in 16 Saisonspielen zum Einsatz, lediglich den 26:21-Sieg gegen die Jacksonville Jaguars am 16. Spieltag verpasste er verletzungsbedingt. Nachdem er in der Saison 2021 als Left Guard eingesetzt worden war, gab Head Coach Robert Saleh bekannt, dass er während der Offseason vor der Saison 2022 zum Right Guard umgeschult werden würde, da Laken Tomlinson als Left Guard neu verpflichtet worden war. Aufgrund von Verletzungen spielte Vera-Tucker allerdings auch auf verschiedenen anderen Positionen der Offensive Line. Am 7. Spieltag riss der sich beim 16:9-Sieg gegen die Denver Broncos den Trizeps. Daraufhin wurde er auf die Injured Reserve List gesetzt und kam in keinem weiteren Spiel der Saison zum Einsatz. Zur Saison 2023 wurde er erneut Stammspieler als Right Guard. Am 5. Spieltag riss er sich beim 31:21-Sieg erneut gegen die Denver Broncos die Achillessehne, weswegen er auf die Injured Reserve List gesetzt wurde und den Rest der Saison verletzungsbedingt verpasste.